# آلوارو پرز کمپو
آلوارو پرز کمپو (انگلیسی: Trilli؛ زادهٔ ۱۹ مهٔ ۲۰۰۳) که با نام تریلی شناخته می‌شود، بازیکن فوتبال اهل اسپانیا است که در حال حاضر برای باشگاه فوتبال بارسلونا اتلتیک بازی می‌کند.

## دوران باشگاهی

### رده پایه
تریلی در اورتیگویرا، استان لاکرونیا متولد شد و فوتبال را از راسینگ فرول، به همراه برادرانش، رائول و خاوی آغاز کرد.
او در سال ۲۰۱۴ با تیم جوانان باشگاه فوتبال دپورتیوو لا کرونیا قرارداد امضا کرد و در نهایت در فصل ۲۰۲۰–۲۰۱۹ به تیم خوونیل بی صعود کرد.

### دپورتیوو لا کرونیا
تریلی علیرغم تلاش برای به دست آوردن زمان بازی، به تیم دوم باشگاه فوتبال دپورتیوو لا کرونیا در ترسرا دیویسیون فراخوانده شد و اولین بازی خود را در ۱۳ دسامبر ۲۰۲۰ با در جریان پیروزی ۲–۱ خارج از خانه مقابل باشگاه فوتبال فیسترا انجام داد.
در ۶ اوت، او قرارداد خود را تا سال ۲۰۲۴ تمدید کرد و پس از پیش فصل به تیم اصلی دعوت شد.
تریلی در تاریخ ۲۹ اوت ۲۰۲۱ اولین بازی باشگاهی حرفه‌ای خود را در جریان رقابت‌های پریمرا فدراسیون در تقابل با سلتاویگو بی انجام داد.

### بارسلونا
در ۲۳ ژوئیه ۲۰۲۳، تریلی پس از توافق با دپورتیوو، قراردادی دو ساله با باشگاه فوتبال بارسلونا امضا کرد.

## دوران ملی
وی همچنین در تیم‌های ملی فوتبال زیر ۱۶ سال اسپانیا و زیر ۱۹ سال اسپانیا بازی کرده‌است.